# Henning Scheunemann
Henning Scheunemann (ou Hennung Scheunemann, né vers 1570 à Halberstadt et mort en 1615) est un médecin et alchimiste allemand.

## Biographie
Né vers 1570 à Halberstadt, Scheunemann a étudié à partir de 1586 à Wurtzbourg, où il suit en 1594 les premiers cours d'Adriaan van Roomen (l'Adrien Romain cher à François Viète) et passe sous sa direction son doctorat de médecine.
De 1599, il enseigne la physique, au Lycée de Bamberg. En 1601 il est nommé médecin du prince-évêque de Bamberg, Johann Philipp von Gebsattel. À la mort du prince évêque, sa nomination, n'est pas renouvelé. En 1610, Scheunemann déménage pour Aschersleben, où il est devient médecin de ville. où il meurt en 1615.

## Un médecin renommé
Scheunemann est un des représentants les plus en vue à l'époque du paracelsisme en  médecine. Par ailleurs, il fut en contact étroit avec les alchimistes Heinrich Khunrath et Johann Thölde.

## Œuvres
- (la)   Paracelsia ... de morbo mercuriali contagioso, Bamberg, 1608.
- (la)  Paracelsia ... de morbo sulphureo cagastrico, Francfort-sur-le-Main, 1610.
- (la) Hydromantia Paracelsica, Hoc est, Discursus Philosophicus De Novo Fonte In Saxonia Electorali Circa Oppidum Annebergam reperto, olim S. Annaefons dicto Francofvrti, 1613.
- (la) Scheunemann, Henning: Medicina Reformata, Sev Denarivs Hermeticvs Philosophicvs Medico-Chymicvs, Henningi Schevnemanni Halberstad In Qvo Mira Brevitate Dilvcide docetur, decem Entibus omnium morborum radices, productiones, transplantationes, astra, signa, indicationes & curationes compleri +& absolui, Francofvrti, 1617.

## Sources
- (de) Oliver Humberg : Notes sur la Vie de Henning Scheunemann... Freiberg 2007.